# Claude-Louis Desrais
Claude-Louis Desrais ou Desray, né en 1746 à Paris où il est mort le 25 février 1816, est un artiste peintre et dessinateur français.

## Biographie
Desrais fut l’élève de Francesco Casanova.

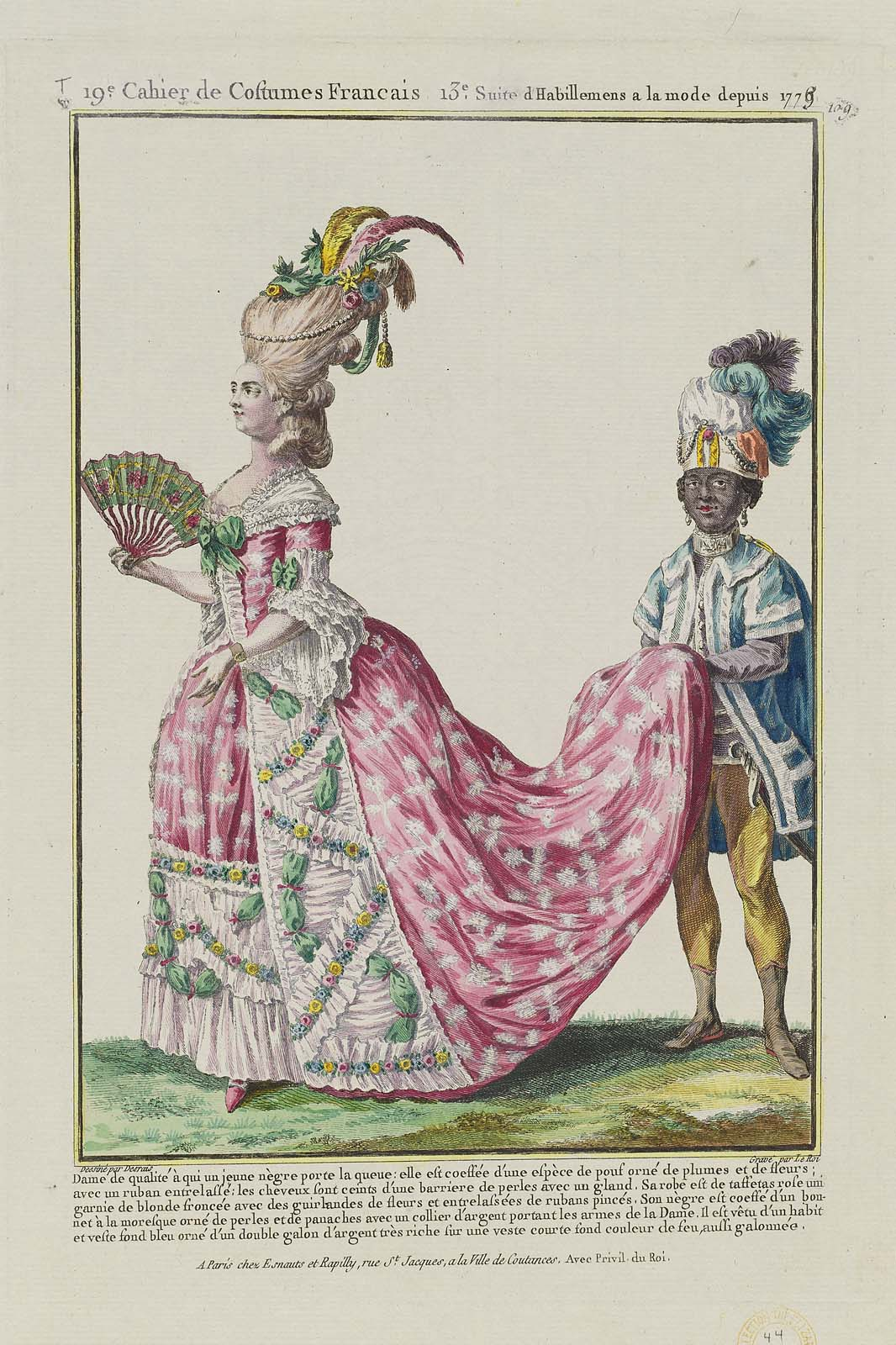
Dame de qualité à qui un jeune nègre porte la queue, extrait de la Galerie des modes et costumes français, 1779.

À partir de 1778, il est l'un des dessinateurs qui travaillent pour la Galerie des modes et costumes français.
Vers 1785-1786, il dessine les planches du Cabinet des modes. Louis Le Coeur interprète certains de ses dessins pour l'imprimeur Aumont (Paris).
Vers 1793-1794, il produit pour le marchand d'estampes Paul-André Basset (1759-1829), rue Saint-Jacques, une série de figures allégoriques, mises en gravure par Antoine Carrée. On lui attribue l'hommage à Le Clerc, Repas donné le 7 mars 1806 par les m[archan]ds d'estampes de Paris. 